# Liste der National Historic Sites of Canada in Alberta
Diese Liste beinhaltet alle Bauwerke, Objekte und Stätten in der kanadischen Provinz Alberta, die den Status einer National Historic Site of Canada (frz. lieu historique national du Canada) besitzen. Das Historic Sites and Monuments Board of Canada, als Behörde im Geschäftsbereich des kanadischen Bundesumweltministeriums, nahm bisher (Stand: Dezember 2022) 62 Stätten in diese Liste auf. Von diesen Stätten werden zurzeit 16 von Parks Canada verwaltet.

## National Historic Sites
| Historische Stätte                              | Datum                                                              | Kenn- zeichnung | Standort                                                  | Beschreibung | Foto                                            |
| ----------------------------------------------- | ------------------------------------------------------------------ | --------------- | --------------------------------------------------------- | --- | ----------------------------------------------- |
| Abbot Pass Refuge Cabin                         | 1922 (Bauende)                                                     | 1992            | Abbot Pass 51° 21′ 51″ N, 116° 17′ 25″ W                  | Von Schweizer Bergführern erbaute Schutzhütte auf einer Höhe von 2925 Metern im Banff-Nationalpark, in der Nähe des in British Columbia gelegenen Yoho-Nationalparks. | Abbot Pass Refuge Cabin                         |
| Áísínai’pi                                      |                                                                    | 2004            | Milk River 49° 4′ 55″ N, 111° 37′ 1″ W                    | Auch als Writing-on-Stone Provincial Park bekannt; dient gleichzeitig als Naturschutzgebiet und als Schutz für eine größere Anzahl von Petroglyphen der Ureinwohner. | Áísínai’pi-Felszeichnungen                      |
| Athabasca Pass                                  | 1811 (Entdeckung durch Nicht-Ureinwohner)                          | 1971            | Jasper-Nationalpark 52° 22′ 35″ N, 118° 11′ 0″ W          | Bedeutende Zwischenstation der Pelzhandelsroute zwischen Ruperts Land und dem Columbia District, verwendet durch den York Factory Express. | Athabasca Pass                                  |
| Atlas-Kohlemine Nr. 3                           | 1936 (Eröffnung)                                                   | 2001            | Drumheller 51° 19′ 43″ N, 112° 28′ 57″ W                  | Eine außerordentlich gut erhalten gebliebene Kohlebergbau-Landschaft. | Atlas-Kohlemine Nr. 3                           |
| Banff Park Museum                               | 1903 (Bauende)                                                     | 1985            | Banff-Nationalpark 51° 10′ 26″ N, 115° 34′ 18″ W          | Rustikales Gebäude im Blockhüttenstil in Banff, mit frühen botanischen und zoologischen Ausstellungsgegenständen aus dem Banff-Nationalpark. | Banff Park Museum                               |
| Banff Springs Hotel                             | 1928 (Bauende)                                                     | 1988            | Banff-Nationalpark 51° 9′ 52″ N, 115° 33′ 48″ W           | Ehemaliges Eisenbahnhotel der Canadian Pacific Railway im schottischen Landhausstil am Fuße des Sulphur Mountain; ersetzte ein hölzernes Gebäude aus dem Jahr 1888, das 1926 niederbrannte. | Banff Springs Hotel                             |
| Bar U Ranch                                     | 1882 (Gründung)                                                    | 1989            | Longview 50° 25′ 11″ N, 114° 14′ 0″ W                     | Historische Ranch im Vorgebirge. | Bar U Ranch                                     |
| Blackfoot Crossing                              |                                                                    | 1925            | Indianerreservat Siksika 146                              | Traditioneller Versammlungsort der Blackfoot. | Blackfoot Crossing                              |
| British Block Cairn                             | ca. 1400 v. Chr.                                                   | 1973            | CFB Suffield 50° 11′ 40″ N, 111° 9′ 57″ W                 | Großes Felshügelgrab umgeben von einem Ring aus Steinen, ein wichtiges Beispiel des Kulturerbes der Blackfoot. | British Block Cairn                             |
| Brooks-Aquädukt                                 | 1914 (Bauende)                                                     | 1983            | Brooks 50° 31′ 44″ N, 111° 51′ 18″ W                      | Von der Canadian Pacific Railway errichtete Wasserleitung, die ein 3,2 km breites Tal überquert und einen Teil von Südost-Alberta bewässert. | Brooks-Aquädukt                                 |
| Calgary City Hall                               | 1914 (Bauende)                                                     | 1983            | Calgary 51° 2′ 43″ N, 114° 3′ 24″ W                       | Vierstöckiges Sandsteingebäude mit zentralem Uhrturm im neuromanischen Stil; Brennpunkt von Calgarys erstem Rathauskomplex. | Calgary City Hall                               |
| Cardston-Alberta-Tempel                         | 1923 (Bauende)                                                     | 1992            | Cardston 49° 11′ 52″ N, 113° 18′ 33″ W                    | Ein monumentaler Tempel der Kirche Jesu Christi der Heiligen der Letzten Tage; ältester Tempel außerhalb der Vereinigten Staaten. | Cardston-Alberta-Tempel                         |
| Cave and Basin                                  | 1859 (erste Dokumentation durch Nicht-Ureinwohner)                 | 1981            | Banff-Nationalpark 51° 10′ 12″ N, 115° 35′ 21″ W          | Standort natürlicher Thermalquellen, um die herum Kanadas erster Nationalpark geschaffen wurde. | Cave and Basin                                  |
| Central Memorial Library and Park               | 1912 (Eröffnung)                                                   | 2017            | Calgary 51° 2′ 28″ N, 114° 4′ 15″ W                       | Die von William H. McLean erbaute Carnegie-Bibliothek wurde im Jahr 1912 eröffnete und befindet sich im deutlich älteren Central Memorial Park in der Innenstadt von Calgary. | Central Memorial Library and Park               |
| Coleman                                         | 1903 (Gründung der Siedlung)                                       | 2001            | Crowsnest Pass 49° 38′ 7″ N, 114° 30′ 11″ W               | Erhalten gebliebene Kohlebergbau-Landschaft am Crowsnest Pass, dem größten Bergbaugebiet Albertas und im angrenzenden südöstlichen British Columbia. | Coleman                                         |
| Earthlodge Village                              |                                                                    | 1972            | Gleichen                                                  | Ausgrabung einer befestigten Indianersiedlung aus dem 18. Jahrhundert. | Earthlodge Village                              |
| First Oil Well in Western Canada                | 1902 (Inbetriebnahme)                                              | 1965            | Waterton-Lakes-Nationalpark 51° 10′ 12″ N, 115° 35′ 21″ W | Erste kommerziell genutzte Ölquelle im Westen Kanadas. | First Oil Well in Western Canada                |
| Fort Assiniboine                                | 1823 (Gründung)                                                    | 1935            | Woodlands County 54° 20′ 3″ N, 114° 46′ 29″ W             | Von der Hudson’s Bay Company errichteter Handelsposten, der als Haltepunkt entlang des Klondike Trail diente. | Fort Assiniboine                                |
| Fort Augustus und Fort Edmonton                 | 1795/1796                                                          | 1923            | Fort Saskatchewan 53° 31′ 55″ N, 113° 30′ 24″ W           | Stätte zweier rivalisierender Handelsposten der North West Company und der Hudson’s Bay Company. | Fort Augusta und Fort Edmonton                  |
| Fort Calgary                                    | 1875 (Gründung)                                                    | 1925            | Calgary 51° 2′ 43″ N, 114° 2′ 45″ W                       | Durch die North-West Mounted Police errichtetes Fort, am Zusammenfluss des Bow River und des Elbow River im heutigen Calgary. | Fort Calgary                                    |
| Fort Chipewyan                                  | 1788 (Gründung)                                                    | 1930            | Wood Buffalo 58° 42′ 44″ N, 111° 8′ 54″ W                 | Eine der ältesten europäischen Siedlungen in Alberta, 1788 als Handelsposten der North West Company gegründet. | Fort Chipewyan                                  |
| Fort Dunvegan                                   | 1805 (Gründung)                                                    | 1947            | Dunvegan                                                  | Von der North West Company gegründeter Handelsposten. | Fort Dunvegan                                   |
| Fort Edmonton III                               | 1830 (Gründung)                                                    | 1959            | Edmonton 53° 32′ 1″ N, 113° 30′ 24″ W                     | Das letzte Fort der Hudson’s Bay Company, das den Namen Fort Edmonton trug; daraus entstand die heutige Stadt Edmonton; ab 1969 originalgetreu aufgebaut. | Fort Edmonton III                               |
| Fort Fork                                       |                                                                    | 1928            | Peace River 56° 8′ 15″ N, 117° 28′ 29″ W                  | Ausgangspunkt der Expedition von Alexander MacKenzie zum Pazifik im Jahr 1793. | Fort Fork                                       |
| Fort Macleod                                    | 1874 (Gründung)                                                    | 1923            | Fort Macleod 49° 43′ 32″ N, 113° 23′ 51″ W                | 1874 auf einer Insel im Oldman River errichtetes Fort; erster Außenposten der North-West Mounted Police im Westen Kanadas und deren Hauptquartier von 1874 bis 1878. | Fort Macleod                                    |
| Fort Vermilion                                  | 1788 (Gründung), 1828 (Fort verlegt), 1908 (Bauende Old Bay House) | 1968            | Fort Vermilion                                            | Das Old Bay House ist das einzige Gebäude der Hudson’s Bay Company in Alberta am ursprünglichen Standort; letzter verbliebenes Gebäude des Forts, das sich zum heutigen Ort Fort Vermilion entwickelte.                                                                                             | Fort Vermilion                                  |
| Fort Whoop-Up                                   | 1869 (Gründung)                                                    | 1963            | Lethbridge 51° 10′ 12″ N, 115° 35′ 21″ W                  | Ursprünglich Fort Hamilton genannt, entwickelte sich der Handelsposten Fort Whoop-Up zum Zentrum des Whisky-Schmuggels in der Region, was 1874 wiederum die Gründung der North-West Mounted Police zur Folge hatte.                                                                                 | Fort Whoop-Up                                   |
| Frog Lake                                       | 1885 (Aufstand)                                                    | 1923            | Frog Lake 53° 49′ 52″ N, 110° 21′ 31″ W                   | Ort des Frog-Lake-Massakers, eines Aufstands der Cree während der Nordwest-Rebellion, verursacht durch unfaire Verträge der kanadischen Regierung und der abnehmenden Zahl der Buffalos. | Frog Lake                                       |
| Galt Irrigation Canal                           | 1900 (Bauende)                                                     | 1983            | Magrath                                                   | Erstes großes Bewässerungsprojekt in Kanada. | Galt Irrigation Canal                           |
| Head-Smashed-In Buffalo Jump                    | 3500 v. Chr. (erste Verwendung)                                    | 1968            | Willow Creek 49° 42′ 21″ N, 113° 39′ 14″ W                | 11 Meter hoher Felsabhang, der 5500 Jahre lang von Ureinwohnern genutzt wurde, um Buffalos über den Abgrund zu jagen (Welterbe der UNESCO). | Head-Smashed-In Buffalo Jump                    |
| Heritage Hall SAIT                              | 1922 (Bauende)                                                     | 1987            | Calgary 51° 3′ 43″ N, 114° 5′ 29″ W                       | Dreistöckiges Gebäude im neugotischen Stil; stellvertretend für das Wachstum höherer Bildungsinstitutionen in Kanada zu Beginn des 20. Jahrhunderts. | Heritage Hall SAIT                              |
| Howse Pass                                      | 1807 (erste Überquerung durch Europäer)                            | 1978            | Banff-Nationalpark 51° 48′ 54″ N, 116° 46′ 20″ W          | Passübergang in den Rocky Mountains, 1807 erstmals von David Thompson überquert. | Howse Pass (Foto von 1902)                      |
| Jasper House                                    | 1830 (Bauende)                                                     | 1924            | Jasper-Nationalpark 53° 8′ 49″ N, 117° 59′ 3″ W           | Archäologische Überreste eines Pelzhandelspostens und bedeutender Zielort für Reisende über den Pässe Athabasca, Yellowhead und Smoky River. | Jasper House                                    |
| Jasper Park Information Centre                  | 1914 (Bauende)                                                     | 1992            | Jasper-Nationalpark 52° 52′ 38″ N, 118° 4′ 51″ W          | Rustikales Gebäude aus Feldsteinen, typisch für frühe Architektur in den kanadischen Nationalparks. | Jasper Park Information Centre                  |
| Lac Ste. Anne Pilgrimage                        | 1889 (Gründung)                                                    | 2004            | Lac Ste. Anne County 53° 42′ 40″ N, 114° 23′ 49″ W        | Erste durch den bekannten katholischen Missionar Albert Lacombe gegründete Missionsstation. | Lac Ste. Anne Pilgrimage                        |
| Leduc-Woodbend Oilfield                         | 1946 (Inbetriebnahme)                                              | 1990            | Leduc 53° 19′ 46″ N, 113° 43′ 31″ W                       | Standort einer bedeutenden Erdöl-Fundstätte, Auslöser des Nachkriegsbooms der Erdölförderung in Alberta und Westkanada. | Leduc-Woodbend Oilfield                         |
| Lougheed House                                  | 1891 (Bauende)                                                     | 1992            | Calgary 51° 2′ 26″ N, 114° 4′ 42″ W                       | Auch als Beaulieu bekannt; Wohnsitz des Senators Sir James Alexander Lougheed. | Lougheed House                                  |
| Maligne Lake Chalet und Gästehaus               | 1941 (Bauende)                                                     | 2014            | Jasper-Nationalpark 52° 43′ 47″ N, 117° 38′ 23″ W         | Es erinnert an den frühen Bergtourismus und die Rolle der Führer, Ausstatter und Eisenbahnen bei der Entwicklung von Nationalparks. |                                                 |
| Medalta Potteries                               | 1912 (Gründung)                                                    | 1985            | Medicine Hat 50° 1′ 54″ N, 110° 39′ 3″ W                  | Rundöfen und Produktionsstätten des frühen 20. Jahrhunderts; erster westkanadischer Keramikhersteller, der seine Güter östlich der Großen Seen verkaufte. | Medalta Potteries                               |
| Medicine Hat Clay Industries                    |                                                                    | 1999            | Medicine Hat 50° 1′ 56″ N, 110° 39′ 18″ W                 | Kulturlandschaft, die den Aufstieg von Medicine Hat zum größten Hersteller von Keramikwaren westlich von Ontario erläutert. | Medicine Hat Clay Industries                    |
| Mewata Drill Hall / Calgary Drill Hall          | 1918 (Bauende)                                                     | 1989            | Calgary 51° 2′ 45″ N, 114° 5′ 20″ W                       | Großes Zeughaus aus der Zeit des Ersten Weltkriegs. | Mewata Drill Hall / Calgary Drill Hall          |
| Nordegg                                         | 1911 (Mine eröffnet)                                               | 2001            | Nordegg 52° 28′ 30″ N, 116° 4′ 24″ W                      | Bedeutende Kohlebergbaugebiet aus der ersten Hälfte des 20. Jahrhunderts. | Nordegg                                         |
| Notre Dame des Victoires / Lac La Biche Mission | 1853 (Gründung)                                                    | 1989            | Lac La Biche 54° 49′ 0″ N, 112° 6′ 0″ W                   | Wichtige katholische Missionsstation der Oblati Mariae Immaculatae, die als Ausgangspunkt zahlreicher Portage-Routen diente. | Notre Dame des Victoires / Lac La Biche Mission |
| Old Women’s Buffalo Jump                        |                                                                    | 1960            | Cayley 52° 28′ 30″ N, 116° 4′ 24″ W                       | Historische Bisonjagdstätte der Ureinwohner, während mehr als 1500 Jahren in Gebrauch. | Old Women’s Buffalo Jump                        |
| Palace Theatre                                  | 1921 (Bauende)                                                     | 1996            | Calgary 51° 2′ 43″ N, 114° 3′ 59″ W                       | Ein vom international renommierten Architekten C. Howard Crane erbautes Kinogebäude und eines von vier erhalten gebliebenen Gebäuden des Kinounternehmens Allen. | Palace Theatre                                  |
| Prince of Wales Hotel                           | 1927 (Bauende)                                                     | 1992            | Waterton-Lakes-Nationalpark 49° 3′ 32″ N, 113° 54′ 13″ W  | Rustikales Eisenbahnhotel der Great Northern Railway, typisch für das „goldene Zeitalter“ des Hotelbaus in kanadischen Nationalparks. | Prince of Wales Hotel                           |
| Reader Rock Garden                              | 1913                                                               | 2018            | Calgary 51° 1′ 49″ N, 114° 3′ 22″ W                       | William R. Reader, Calgarys Parks Superintendent von 1913 bis 1942, ließ diesen alpinen Steingarten im Arts-and-Crafts-Stil auf dem Union Cemetery anlegen. Er ist ein Schaufenster für die gärtnerischen, ökologischen und ästhetischen Möglichkeiten der Gartenarbeit im rauen Klima von Calgary. | Reader Rock Garden                              |
| Rocky Mountain House                            | 1799 (Gründung)                                                    | 1926            | Rocky Mountain House 52° 22′ 31″ N, 114° 55′ 18″ W        | Archäologische Fundstätte mit den Überresten mehrerer Handelsposten des frühen 19. Jahrhunderts, die Rocky Mountain House (North West Company) und Acton House (Hudson’s Bay Company) bekannt hießen.                                                                                               | Rocky Mountain House                            |
| Rundle’s Mission                                | 1847 (Gründung)                                                    | 1963            | Pigeon Lake 53° 1′ 30″ N, 114° 4′ 1″ W                    | Standort der ersten Missionsstation der Methodisten in der kanadischen Prärie. | Rundle’s Mission                                |
| Skoki Ski Lodge                                 | 1936 (Bauende)                                                     | 1992            | Banff-Nationalpark 51° 31′ 23″ N, 116° 4′ 35″ W           | Skihütte im rustikalen Blockhausstil, Zeuge der frühen touristischen Entwicklung im Banff-Nationalpark. | Skoki Ski Lodge                                 |
| St. Patrick’s Roman Catholic Church             | 1914 (Bauende)                                                     | 1990            | Banff-Nationalpark 50° 2′ 43″ N, 110° 40′ 51″ W           | Katholische Kirche von Medicine Hat; herausragendes Beispiel von neogotischer Architektur in Alberta. | St. Patrick’s Roman Catholic Church             |
| Stephen Avenue                                  | 1880                                                               | 2002            | Banff-Nationalpark 51° 2′ 44″ N, 114° 3′ 47″ W            | Historisches Straßenbild des späten 19. Jahrhunderts im Stadtzentrum von Calgary. | Stephen Avenue                                  |
| Stirling Agricultural Village                   | 1899 (Gründung)                                                    | 1989            | Stirling 49° 30′ 3″ N, 112° 31′ 0″ W                      | Das am besten erhaltene Beispiel einer landwirtschaftlichen Siedlung der Mormonen, erbaut nach dem städtebaulichen Modell der Stadt Zions. | Stirling Agricultural Village                   |
| Suffield Tipi Rings                             |                                                                    | 1973            | Cypress County 50° 12′ 0″ N, 111° 10′ 0″ W                | Verschiedene archäologische Überreste im Zusammenhang mit der Kultur der Blackfoot, darunter Tipi-Ringe, Medizinräder und andere Felsformationen. |                                                 |
| Sulphur Mountain Cosmic Ray Station             | 1957 (Bauende)                                                     | 1982            | Banff-Nationalpark 51° 7′ 25″ N, 115° 33′ 20″ W           | Kanadas wichtigste Forschungsstation zu kosmischer Strahlung, nahe dem Gipfel des Sulphur Mountain gelegen. | Sulphur Mountain Cosmic Ray Station             |
| Territorial Court House                         | 1904 (Bauende)                                                     | 1980            | Fort Macleod 49° 43′ 28″ N, 113° 24′ 25″ W                | Ältestes Gerichtsgebäude in Alberta und eines der wenigen erhalten gebliebenen Gebäude aus der Epoche der Territorialverwaltung der kanadischen Prärie. | Territorial Court House                         |
| Treaty Nº 7 Signing Site                        | 1877 (Unterzeichnung des Vertrags)                                 | 1925            | Wheatland County                                          | Die Stelle, an der Vertreter der Siksika, Pekuni, Kainai, Nakoda und Tsuu T’ina sowie der Regierung den Vertrag Nr. 7 der Numbered Treaties unterzeichneten. | Treaty Nº 7 Signing Site                        |
| Turner Valley Gas Plant                         | 1914 (Gründung)                                                    | 1995            | Turner Valley 50° 40′ 24″ N, 114° 16′ 47″ W               | Industriekomplex der Erdölverarbeitung, bestehend aus 22 metallenen Gebäuden und dazugehörender Infrastruktur; Standort zweier früher Erdölquellen, die Turner Valley zum wichtigsten Ölfeld Albertas machten.                                                                                      | Turner Valley Gas Plant                         |
| Turner Valley Oilfield                          | 1914 (Gründung)                                                    | 1990            | Turner Valley                                             | Das erste bedeutende Ölfeld in Alberta. | Turner Valley Oilfield                          |
| Victoria Settlement                             | 1914 (Gründung)                                                    | 1995            | Smoky Lake 54° 0′ 14″ N, 112° 23′ 53″ W                   | Typische Kulturlandschaft, anhand derer die Entwicklung der kanadischen Prärie nachvollzogen werden kann. | Victoria Historic District.JPG                  |
| Wetaskiwin Court House                          | 1909 (Bauende)                                                     | 1980            | Wetaskiwin 52° 58′ 7″ N, 113° 22′ 0″ W                    | Typisches Gerichtsgebäude, welches das schnelle Wachstum des Justizwesens in Alberta symbolisiert. | Wetaskiwin Court House                          |
| Yellowhead Pass                                 |                                                                    | 1971            | Jasper-Nationalpark 52° 53′ 33″ N, 118° 27′ 50″ W         | Bedeutender Verkehrsweg durch die Rocky Mountains. | Yellowhead Pass                                 |